# Emmelsbüll-Horsbüll
Emmelsbüll-Horsbüll (frisó septentrional Ämesbel-Hoorbel, danès Emsbøl-Horsbøl) és un municipi rural del districte de Nordfriesland, dins l'Amt Südtondern, a l'estat alemany de Slesvig-Holstein. És el resultat de la fusió el 1974 dels municipis Emmelsbüll i Horsbüll. El 2023 tenia 885 habitants.
El nom de les dues entitats del municipi té el sufix -büll, que és d'origen danès -bøl i que significa ‘casa, habitatge’, la primera part sol ser un nom de persona. Sovint són assentaments nous que al segle x és van crear a partir d'un poble veí més antic.
Els activitats econòmics més importants del poble són el negoci musclos, l'agricultura, l'energia eòlica i el turisme. És un «poble d'energia» amb el seu propi parc eòlic comunitari «Bürgerwindpark Emmelsbüll-Horsbüll» que va començar amb sis aerogeneradores el  2014, i que el 2024 ja n'explotava dotze.

## Llocs d'interés
- La platja Südwesthorn, antic port amb un alberg històric i l'estació de bombatge Schöpfwerk Südwesthorn del 1977 que garanteix el desguàs dels pòlders a baixamar, com que el municipi és a 0 metre del nivell mitjà del mar.[8]
- L'església de Rimbertus de 1768 a Emmelsbüll
- L'església de la Mare de Déu de Horsbüll, la més antiga del Wiedingharde.[2]